# Maurice Archambaud

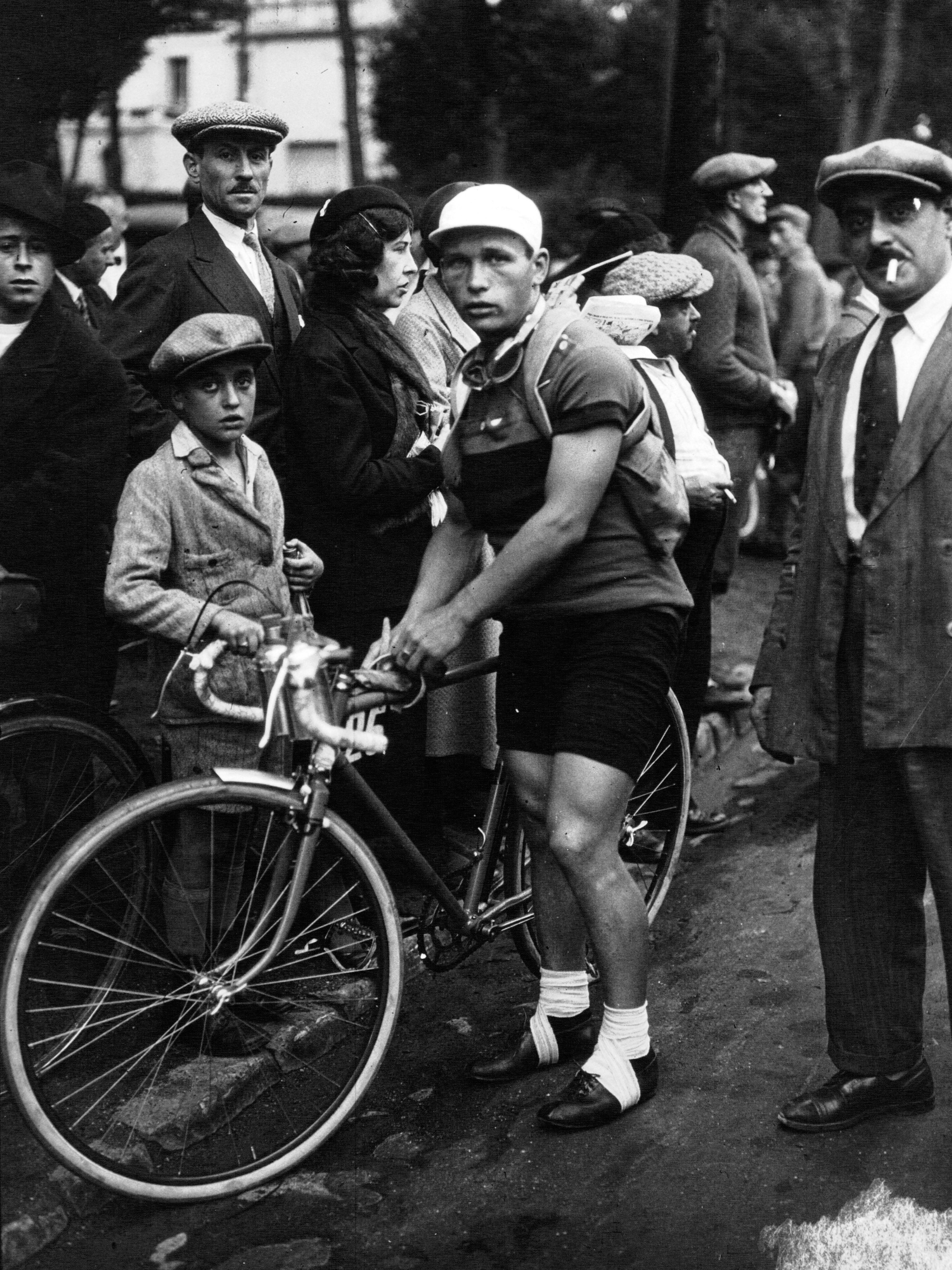
Maurice Archambaud bei der Tour de France 1932

Maurice Archambaud (* 30. August 1906 in Paris; † 3. Dezember 1955 in Le Raincy) war ein französischer Radrennfahrer.
Er gewann 1931 als Amateur u. a. das Rennen von Paris nach Verneuil. Nach diesem Erfolg wurde er in der folgenden Saison Berufsfahrer. Maurice Archambaud war ein starker französischer Radrennfahrer der 1930er Jahre. Seine größten Erfolge waren zwei Siege bei Paris–Nizza, 1936 und 1939. Viermal startete er bei der Tour de France, trug 1933 neun Etappen lang das Gelbe Trikot und wurde Fünfter in der Gesamtwertung, 1937 Siebter. Insgesamt gewann er während seiner Karriere zehn Tour-Etappen und trug 14 Etappen lang das gelbe Trikot des Spitzenreiters in der Gesamtwertung.
1932 gewann Archambaud den Grand Prix des Nations sowie den Grand Prix Wolber, 1935 eine Etappe beim Giro d’Italia und Paris–Caen sowie 1937 den Giro della Provincia Milano, gemeinsam mit Aldo Bini. Am 3. November 1937 stellte Maurice Archambaud einen neuen Stundenweltrekord auf der Vigorelli-Radrennbahn in Mailand über 45,767 Kilometer auf, der fünf Jahre später von Fausto Coppi verbessert wurde. Er startete auch bei sechs Sechstagerennen und gewann gemeinsam mit Roger Lapébie 1935 das von Paris. 1937 gewann er mit Marcel Guimbretiere den Bahnwettbewerb Prix Dupré-Lapize in Paris.
Aufgrund seiner zierlichen Statur trug Archambaud den Spitznamen „le nabot“ (dt.: der Zwerg). Zudem war er für seine zahlreichen Stürze bekannt, die größere Erfolge verhinderten.